# Chionaema libulae
Chionaema libulae är en fjärilsart som beskrevs av Cerny 1993. Chionaema libulae ingår i släktet Chionaema och familjen björnspinnare. Inga underarter finns listade i Catalogue of Life.